# مستوى العتبة

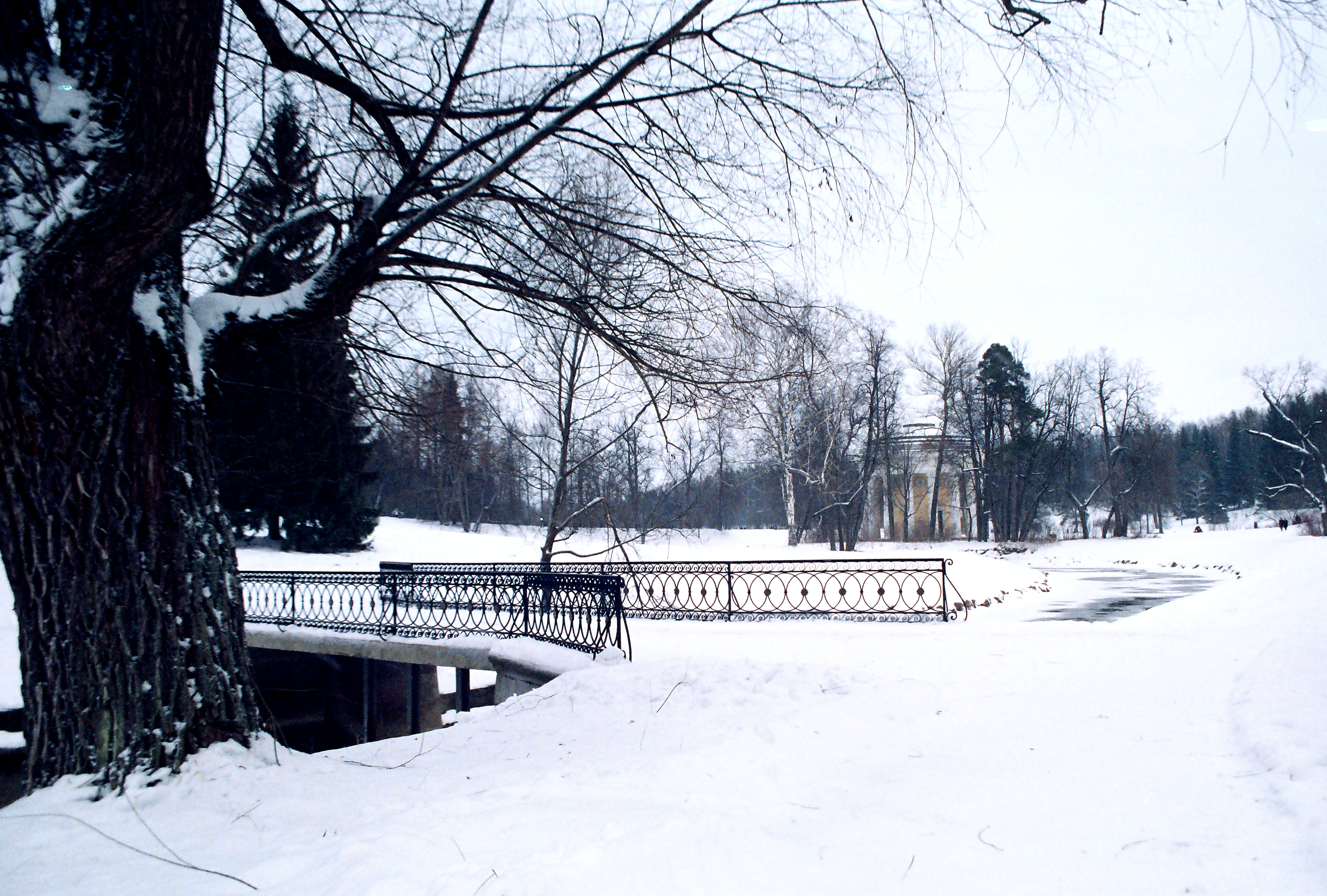
الصورة الأصلية

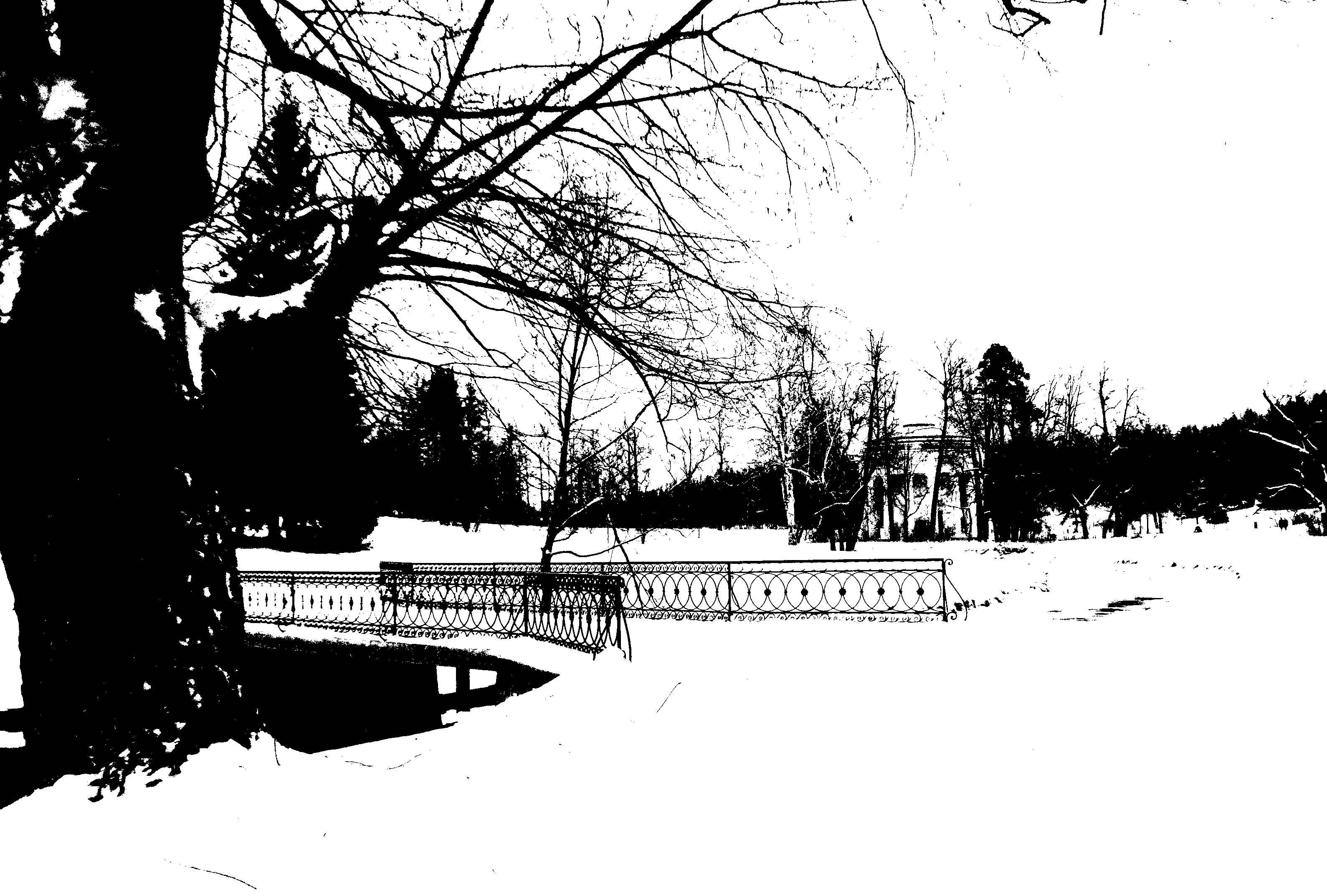
صورة توضيح تأثير المعالجة بطريقة مستوى العتبة.

مستوى العتبة هي أبسط طريقة لتقطيع الصورة، حيث أنه باستخدام صورة رمادية، بالإمكان استخدام مستوى العتبة لإنشاء صورة ثنائية، مكونة من نقاط سوداء وبيضاء أو يمكن اختيار لونين آخرين (يعادلان في الرقميات 0 و 1).

## الطريقة
أثناء عملية مستوى العتبة، يتم وسم كل بكسل في الصورة الرقمية على أنه «الجسم» إذا كانت قيمته أكبر من قيمة العتبة (على افتراض أن لون الجسم هو أكثر إشراقا من لون الخلفية) ويتم وسم البكسل بوسم «الخلفية» بخلاف ذلك. تعرف هذه العملية باسم مستوى العتبة العلوي. والتي هي عكس عملية مستوى العتبة السفلي والتي تتم بعكس العملية المشروحة أعلاه. كما أن هناك مستوى العتبة الداخلية حيث يتم وسم كل بكسل على أنه «الجسم» إذا كانت قيمته بين قيمتي اثنين من العتبات؛ و العتبة الخارجية تكون هي على النقيض من العتبة الداخلية. عادة، يعطي بكسل الجسم قيمة "1" بينما بكسل الخلفية يعطى قيمة "0". وأخيراً، يتم إنشاء صورة ثنائية بتلوين كل بكسل بلون أبيض أو أسود، اعتماداً على وسم البكسل.